# Élections législatives fidjiennes de 1932
Des élections législatives se tiennent aux Fidji en 1932.

## Contexte
Les Fidji à cette date sont une colonie de l'Empire britannique. La composition du Conseil législatif est la suivante : le gouverneur, treize membres qu'il nomme (membres de l'administration coloniale), six députés élus par les Euro-Fidjiens, trois représentants autochtones nommés par le gouverneur sur proposition du Grand conseil des chefs, et trois députés élus par les Indo-Fidjiens. Le droit de vote est fondé sur le suffrage censitaire masculin et s'acquiert à l'âge de 21 ans, les conditions de propriété pour l'accès au droit de vote étant toutefois moins contraignantes pour les Indo-Fidjiens que pour les Euro-Fidjiens.

## Résultats

### Par circonscription
Les résultats sont les suivants :

#### Sièges ethniques euro-fidjiens
Contrairement aux élections précédentes, seuls les députés sortants se présentent. Tous sont ainsi automatiquement réélus.
Nord
| Parti | Parti | Candidat  | Voix             | % | Remarque |
| ----- | ----- | --------- | ---------------- | - | -------- |
|       | aucun | Hugh Ragg | pas d'adversaire | - | Réélu    |

Sud
| Parti | Parti | Candidat          | Voix             | % | Remarque |
| ----- | ----- | ----------------- | ---------------- | - | -------- |
|       | aucun | Henry Milne Scott | pas d'adversaire | - | Réélu    |
|       | aucun | Alport Barker     | pas d'adversaire | - | Réélu    |

Est
| Parti | Parti | Candidat              | Voix             | % | Remarque |
| ----- | ----- | --------------------- | ---------------- | - | -------- |
|       | aucun | John Maynard Hedstrom | pas d'adversaire | - | Réélu    |

Ouest
| Parti | Parti | Candidat         | Voix             | % | Remarque |
| ----- | ----- | ---------------- | ---------------- | - | -------- |
|       | aucun | John Percy Bayly | pas d'adversaire | - | Réélu    |

Vanua Levu / Taveuni
| Parti | Parti | Candidat                            | Voix             | % | Remarque |
| ----- | ----- | ----------------------------------- | ---------------- | - | -------- |
|       | aucun | William Edmund Willoughby-Tottenham | pas d'adversaire | - | Réélu    |

#### Sièges ethniques indo-fidjiens
Les représentants élus en 1929, qui avaient démissionné pour protester contre le maintien de listes électorales ethniques, ne se représentent pas. Aucun candidat ne se présente dans la circonscription « Est »
Nord et ouest
| Parti | Parti | Candidat           | Voix             | % | Remarque |
| ----- | ----- | ------------------ | ---------------- | - | -------- |
|       | aucun | Muniswamy Mudaliar | pas d'adversaire | - | Élu      |

Sud
| Parti | Parti | Candidat         | Voix | %    | Remarque |
| ----- | ----- | ---------------- | ---- | ---- | -------- |
|       | aucun | K. B. Singh      | 341  | 78,8 | Élu      |
|       | aucun | Narbahadur Singh | 92   | 21,2 |          |

Est
| Parti | Parti | Candidat       | Voix | % | Remarque |
| ----- | ----- | -------------- | ---- | - | -------- |
|       | aucun | aucun candidat | -    | - | -        |

### Représentants ethniques nommés
Le gouverneur Murchison Fletcher nomme au Conseil législatif les trois chefs autochtones suivants, les sélectionnant parmi ceux recommandés par le Grand Conseil des chefs :
| Nom | Nom                  | Remarque  |
| --- | -------------------- | --------- |
|     | Ratu Lala Sukuna     | Nommé     |
|     | Ratu Deve Toganivalu | Reconduit |
|     | Ratu Pope Seniloli   | Reconduit |